# Typhlophis squamosus
Genre
Espèce
Synonymes
- Typhlops squamosus Schlegel, 1839
- Cephalolepis leucocephalus Duméril & Bibron, 1844
- Typhlophis ayarzaguenai Señaris, 1998

Typhlophis squamosus, unique représentant du genre Typhlophis, est une espèce de serpents de la famille des Anomalepididae. 

## Répartition
Cette espèce se rencontre :
- au Brésil dans le Pará ;
- en Guyane ;
- à la Trinité ;
- au Venezuela.

Sa présence est incertaine au Guyana et au Suriname

## Publications originales
- Schlegel, 1839 : Abbildungen neuer oder unvollständig bekannter Amphibien, nach der Natur oder dem Leben entworfen und mit einem erläuternden Texte begleitet. Arne and Co., Düsseldorf, p. 1-141 (texte intégral).
- Fitzinger, 1843 : Systema Reptilium, fasciculus primus, Amblyglossae. Braumüller et Seidel, Wien, p. 1-106 (texte intégral).